# Parti communiste maoïste du Manipur
Le Parti communiste maoïste du Manipur est un parti communiste au Manipur qui a pour but « d'établir une société communiste par la guerre révolutionnaire armée ».

## Histoire et idéologie
Le Parti communiste maoïste du Manipur est formé en septembre 2011.

## Organisation
Le parti est dirigé par Taibanglen Meitei,, aidé du vice-président Mang Ulen San. Le porte-parole du parti est W. Malemnganba Meitei et le secrétaire à la propagande est Nonglen Meitei,. 

## Statut juridique
Le parti est une organisation interdite.

## Boycott des élections
Le parti appelle au boycottage des élections de l'assemblée législative du Manipur en 2012.
En avril 2014, le MCPM appelle à une « grève politique » dans le Manipur et boycotté les élections législatives de 2014.